# Rumunjska košarkaška reprezentacija
Rumunjska košarkaška reprezentacija predstavlja državu Rumunjsku u športu košarci.
Krovna organizacija: Rumunjski košarkaški savez
Glavni trener: Mickey Gorka

## Poznati igrači
- Gheorghe Mureşan